# Pandoroidea
Pandoroidea vormen een superfamilie van tweekleppigen uit de superorde Anomalodesmata.

## Families
- Lyonsiidae P. Fischer, 1887
- Pandoridae Rafinesque, 1815